# Dermendere, Ismail
Dermendere (în rusă, ucraineană și bulgară, Каланчак, transliterate Kalanceak) este un sat în comuna Sofian-Trubaiovca din raionul Ismail, regiunea Odesa, Ucraina. Are 1,208 locuitori, preponderent bulgari.
Satul este situat la o altitudine de 37 metri, în partea centrală a raionului Ismail, la o distanță de 25 km de orașul Ismail și 14 km de gara Tașbunar de pe calea ferată Odesa - Ismail.
Până în anul 1947 satul a purtat denumirea oficială de Dermendere (în ucraineană Дермендере), în acel an el fiind redenumit Kalanciak. De această comună depinde administrativ satul Novokalanciak.

## Istoric
Prin Tratatul de pace de la București, semnat pe 16/28 mai 1812, între Imperiul Rus și Imperiul Otoman, la încheierea războiului ruso-turc din 1806 – 1812, Rusia a ocupat teritoriul de est al Moldovei dintre Prut și Nistru, pe care l-a alăturat Ținutului Hotin și Basarabiei/Bugeacului luate de la turci, denumind ansamblul Basarabia (în 1813) și transformându-l într-o gubernie împărțită în zece ținuturi (Hotin, Soroca, Bălți, Orhei, Lăpușna, Tighina, Cahul, Bolgrad, Chilia și Cetatea Albă, capitala guberniei fiind stabilită la Chișinău).
După războiul ruso-turc, începând din anul 1812 s-au stabilit aici familii de imigranți bulgari din sudul Dunării, aceștia primind terenuri de la ocupanții ruși ai Basarabiei. Satul Dermendere a fost fondat în 1817 de către cazaci zaporojeni și iobagi ucraineni. În 1830 a venit în sat primul lot de coloniști bulgari.
În urma Tratatului de la Paris din 1856, care încheia Războiul Crimeii (1853-1856), Rusia a retrocedat Moldovei o fâșie de pământ din sud-vestul Basarabiei (cunoscută sub denumirea de Cahul, Bolgrad și Ismail). În urma acestei pierderi teritoriale, Rusia nu a mai avut acces la gurile Dunării. În urma Unirii Moldovei cu Țara Românească din 1859, acest teritoriu a intrat în componența noului stat România (numit până în 1866 "Principatele Unite ale Valahiei și Moldovei").
În urma Tratatului de pace de la Berlin din 1878, România a fost constrânsă să cedeze Rusiei acest teritoriu. În ianuarie 1918, activiștii bolșevici au preluat conducerea în sat. Intervenția armatei române a dus la înăbușirea rebeliunii bolșevice.
După Unirea Basarabiei cu România la 27 martie 1918, satul Dermendere a făcut parte din componența României, în Plasa Bolgrad a județului Ismail. Pe atunci, majoritatea populației era formată din bulgari, existând și comunități de ruși și de ucraineni. La recensământul din 1930, s-a constatat că din cei 1.472 locuitori din sat, 1.071 erau bulgari (72.76%), 314 ruși (21.33%), 65 ucraineni (4.42%), 17 români (1.15%) și 5 evrei. La 1 ianuarie 1940, din cei 2.026 locuitori ai satului, 1.351 erau bulgari (66.68%), 633 ruși (31.24%), 33 români (1.63%), 2 evrei și 7 de alte etnii.
În anul 1924, o parte dintre locuitorii din sat au participat la Răscoala de la Tatarbunar (încercare de lovitură de stat bolșevică comandată de la Moscova, cu scopul de produce ruperea Basarabiei de România și anexarea ei la URSS), mai mulți localnici fiind arestați după înăbușirea revoltei.
Ca urmare a Pactului Ribbentrop-Molotov (1939), Basarabia, Bucovina de Nord și Ținutul Herța au fost anexate de către URSS la 28 iunie 1940. După ce Basarabia a fost ocupată de sovietici, Stalin a dezmembrat-o în trei părți. Astfel, la 2 august 1940, a fost înființată RSS Moldovenească, iar părțile de sud (județele românești Cetatea Albă și Ismail) și de nord (județul Hotin) ale Basarabiei, precum și nordul Bucovinei și Ținutul Herța au fost alipite RSS Ucrainene. La 7 august 1940, a fost creată regiunea Ismail, formată din teritoriile aflate în sudul Basarabiei și care au fost alipite RSS Ucrainene .
În perioada 1941-1944, toate teritoriile anexate anterior de URSS au reintrat în componența României. Apoi, cele trei teritorii au fost reocupate de către URSS în anul 1944 și integrate în componența RSS Ucrainene, conform organizării teritoriale făcute de Stalin după anexarea din 1940, când Basarabia a fost ruptă în trei părți. În cel de-al doilea război mondial, au luptat și 79 săteni din Dermendere, 58 dintre aceștia fiind decorați ulterior cu ordine și medalii ale URSS. Pe front au murit 26 localnici.
În anul 1947, autoritățile sovietice au schimbat denumirea oficială a satului din cea de Dermendere în cea de Kalanciak. În anul 1954, Regiunea Ismail a fost desființată, iar localitățile componente au fost incluse în Regiunea Odesa.
Începând din anul 1991, satul Dermendere face parte din raionul Ismail al regiunii Odesa din cadrul Ucrainei independente. În prezent, satul are 1.208 locuitori, preponderent bulgari.

## Economie
Locuitorii satului Dermendere se ocupă în principal cu agricultura. Se cultivă cereale și viță de vie. Ferma din sat se ocupă și cu producția de carne de bovine și de lactate.

## Demografie
Componența lingvistică a localității Kalanceak
     Bulgară (74,83%)
     Rusă (22,43%)
     Ucraineană (2,48%)
     Alte limbi (0,17%)
Conform recensământului din 2001, majoritatea populației localității Kalanceak era vorbitoare de bulgară (74,83%), existând în minoritate și vorbitori de rusă (22,43%) și ucraineană (2,48%).
1930: 1.472 (recensământ) 
1940: 2.026 (estimare)
2001: 1.208 (recensământ)

## Obiective turistice
- Monumentul lui V.I. Lenin
- Monumentul eroilor sovietici din Marele Război pentru Apărarea Patriei